# Siegfried Kalischer

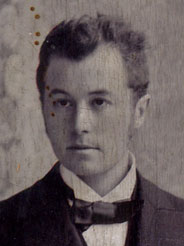
Siegfried Kalischer, um 1900

Siegfried Kalischer (Pseudonym Rolf Leidfried, * 7. Mai 1862 in Thorn; † 31. März 1954 in Kopenhagen) war ein deutscher Neurologe. Er beschrieb 1897 die klinischen Zeichen des Sturge-Weber-Syndroms, das auch als Sturge-Kalischer-Weber-Syndrom bekannt ist.

## Leben
Siegfried Kalischer wurde als Sohn von Jacob Loebel Kalischer (?1833–1913) 1862 in Thorn geboren. Sein Großvater Loebel Kalischer (* 1799 in Lyssa, † 1891 in Berlin) kam aus Thorn nach Berlin und war der Bruder des Zwi Hirsch Kalischer (1795–1874). Er hatte zwei Brüder, Albert (1867–1913) und Leopold (1858–?), sowie mindestens vier Schwestern. Sein Cousin Otto Kalischer (* 1873, † nach 1938) war auch Nervenarzt.
Er studierte Medizin an der Universität Würzburg und an der Universität Berlin und promovierte 1885. Von 1886 bis 1890 war er Assistent an der Nervenklinik Berlin-Pankow bei Emanuel Mendel. Danach arbeitete er ein Jahr als Schiffsarzt in Ost- und Westindien.
Siegfried Kalischer führte seit 1891 eine Privatpraxis und war ab 1898 Leitender Arzt im Kurhaus Hubertus in Berlin-Schlachtensee. Seine bekannteste Patientin war Martha Fontane. Er war Mitglied der Berliner Medicinischen Gesellschaft, der Berliner Gesellschaft für Psychiatrie und Neurologie und des Psychiatrischen Vereins zu Berlin. 1912 wurde er Sanitätsrat. Er war Mitarbeiter von Max Lewandowsky.
Noch 1937 ist sein Name im Berliner Adressbuch verzeichnet – bereits 1936 war er nach Dänemark emigriert. Weitere Informationen insbesondere über seine Zeit im dänischen Exil fehlen.
Kalischer war zweimal verheiratet, zuerst mit seiner Cousine Thekla Kalischer (1872–1902), dann mit Elin Henriques. Seine Tochter aus erster Ehe, die Ärztin Irmgard Kalischer (1898–1979) war in zweiter Ehe mit dem Altphilologen Georg Rohde (1899–1960) verheiratet.
1903 veröffentlichte Kalischer den Gedichtband „Von Liebe, und Tod“ unter dem Pseudonym Rolf Leidfried im Verlag K. Siegismund. 1912 folgte ein zweiter Gedichtband mit dem Titel „Einsame Seelen“ im gleichen Verlag.

## Schriften
- Zur Frage über den Einfluss der erblichen Belastung auf Entwicklung, Verlauf und Prognose der Geistesstörungen. Jacoby, Berlin 1885.
- Ein Fall von subacuter nuclearer Ophthalmoplegie und Extremitätenlähmung mit Obductionsbefund. (Polio-Mesencephalo-Myelitis subacuta). In: Deutsche Zeitschrift für Nervenheilkunde. 6, 3–4, 1895, S. 252–312. doi:10.1007/BF01673516
- Ein Fall von (Influenza-) Psychose im frühesten Kindesalter. In: Archiv für Psychiatrie und Nervenkrankheiten. 29, 1, 1896, S. 231–248. doi:10.1007/BF02961679
- Ueber angeborene Muskeldefecte. In: Neurologisches Centralblatt. 1896.
- Zur Casuistik der asthenischen (Bulbär-) Paralyse oder Myasthenia pseudoparalytica. In: Deutsche Zeitschrift für Nervenheilkunde. 10, 3–4, 1897, S. 321–334. doi:10.1007/BF01668175
- Demonstration des Gehirns eines Kindes mit Teleangiektasie der linksseitigen Gesichts-Kopfhaut und Hirnoberflache. In: Berliner Klinische Wochenschrift. 34, 1897, S. 1059–1067.
- Was können wir für den Unterricht und die Erziehung unserer schwachbegabten und schwachsinnigen Kinder thun? Oehmigke, Berlin 1897.
- Ein Fall von Teleangiectasie (Angiom) des Gesichts und der weichen Hirnhaut. In: Archiv für Psychiatrie und Nervenkrankheiten. 34, 1, 1901, S. 171–180. doi:10.1007/BF01960295
- Clinical Notes of a New Bromine Preparation. In: Clinical Excerpts. 15, 1909, S. 85–87. (link)
- Über die Grenzen der Psychotherapie. In: Jahresbericht über die Leistungen und Fortschritte auf dem Gebiete der Neurologie und Psychiatrie. 20, 1916, S. 71–76.
- Angioma cerebri. In: Deutsche Medizinische Wochenschrift. 48.
- Ein neues Krankheitsbild (Radio-Manie). In: Radio-Umschau. 1925, S. 326.
- Die Beziehungen der Tetanie zur Epilepsie. In: Archiv für Psychiatrie und Nervenkrankheiten. 78, 1, 1926, S. 168–182. doi:10.1007/BF01996617
- Über die Neuralgie des N. phrenicus. Neuralgia phrenica oder diaphragmatica. In: Klinische Wochenschrift. 7, 7, 1928, S. 314–315. doi:10.1007/BF01850039
- Über ein Myelom des Schädeldaches und die Beziehungen der Myelome zu den Nervensystem. In: Zeitschrift für die gesamte Neurologie und Psychiatrie. 117, 1928, S. 424.
- Über Myelome. In: Księga jubileuszowa Edwarda Flataua. Gebethner i Wolff, Warszawa 1929, S. 232–242.
- Encephalitis Lethargica und Arteriosklerose. In: Klinische Wochenschrift. 8, 17, 1929, S. 790–791. doi:10.1007/BF01737700